# GSC3591-2152
GSC3591-2152 — хімічно пекулярна зоря спектрального класу B7, що має видиму зоряну величину в смузі V приблизно  9,9.